# یواس‌اس گریفین (ای‌اس-۱۳)
یواس‌اس گریفین (ای‌اس-۱۳) (به انگلیسی: USS Griffin (AS-13)) یک زیردریایی بود که طول آن ۴۹۲ فوت (۱۴۹٫۹۶ متر) بود. این زیردریایی در سال ۱۹۳۹ ساخته شد.